# Danh sách chương truyện Cang giả kim thuật sư

Bìa của tập tankōbon đầu tiên của Cang giả kim thuật sư, phát hành tại Nhật bởi Square Enix ngày 22 tháng 1 năm 2002.

Bộ manga Nhật Cang giả kim thuật sư (tiếng Anh: Fullmetal Alchemist) viết và minh họa bởi Arakawa Hiromu, bắt đầu in từ ấn phẩm tháng 8 năm 2001 (phát hành ngày 12 tháng 7 năm 2001) của tạp chí nguyệt san Monthly Shōnen Gangan thuộc Square Enix và kết thúc với chương 108 đánh dấu sự kết thúc của bộ truyện, vào tháng 6 năm 2010. Cốt truyện kể về cuộc phiêu lưu của hai anh em nhà giả kim Edward và Alphonse Elric. Họ đang truy tìm Hòn đá của triết gia huyền thoại, thứ có thể giúp họ lấy lại phần cơ thể đã mất khi cố gắng hồi sinh mẹ mình. Sau đó, Edward gia nhập quân đội chính phủ và phát hiện ra rằng một vài thành viên trong chính phủ cũng muốn đoạt được hòn đá.
Square Enix đã biên soạn các chương của truyện lại thành 28 tập tankōbon. Tập đầu tiên phát hành ngày 22 tháng 1 năm 2002, và tập cuối, tập 27, vào ngày 22 tháng 11 năm 2010. Một vài chương cũng được tái phát hành trong 2 tạp chí "Số đặc biệt" và Fullmetal Alchemist, The First Attack, bao gồm 9 chương của manga cũng như vài chuyện ngoài lề khác của bộ truyện. Viz Media phát hành bản manga cho khu vực Bắc Mĩ. Tập đầu tiên phát hành vào ngày 3 tháng 5 năm 2005, và tập mới nhất là 25 phát hành vào ngày 7 tháng 6 năm 2011. Vào ngày 7 tháng 6 năm 2011, Viz bắt đầu phát hành bộ truyện theo từng bộ, với 3 tập trong một bộ.
Bones chuyển thể bộ truyện thành hai bộ anime. Bộ đầu tiên gồm 51 tập với nhiều sửa đổi so với manga và được tiếp tục bằng một phim anime sau đó vào năm 2005. Vào tháng 4 năm 2009, Bones bắt đầu khởi chiếu phiên bản anime chuyển thể mới của bộ truyện với tựa là Fullmetal Alchemist: Brotherhood tại khu vực Bắc Mĩ.

## Danh sách tập truyện
| - 001. "The Two Alchemists" (二人の錬金術師 Futari no Renkinjutsushi) - 002. "The Price of Life" (命の代価 Inochi no Daika) | - 003. "The Mining Town" (炭鉱の街 Tankō no Machi) - 004. "Battle on the Train" (車上の戦い Shajō no Tatakai) |

| - 005. "The Alchemist's Suffering" (錬金術師の苦悩 Renkinjutsushi no Kunō) - 006. "The Right Hand of Destruction" (破壊の右手 Hakai no Migite) | - 007. "After the Rain" (雨の後 Ame no Ato) - 008. "The Road of Hope" (希望の道 Kibō no Michi) |

| - 009. "A Home with a Family Waiting" (家族の待つ家 Kazoku no Matsu Ie) - 010. "The Philosopher's Stone" (賢者の石 Kenja no Ishi) - 011. "The Two Guardians" (二人の守護者 Futari no Shugosha) | - 012. "The Definition of Human" (「人間」の定義 "Ningen" no Teigi) - Gaiden. "The Military Festival" (軍部の祭り Gunbu no Matsuri) |

| - 013. "Fullmetal Body" (鋼のからだ Hagane no Karada) - 014. "An Only Child's Feelings" (ひとりっ子の気持ち Hitorikko no Kimochi) - 015. "Fullmetal Heart" (鋼のこころ Hagane no Kokoro) | - 016. "Separate Paths" (それぞれの行く先 Sorezore no Yukusaki) - Gaiden. "Dog of the Military?" (軍の犬? Gun no Inu?) |

| - 017. "The Boomtown of the Broken Down" (にわか景気の谷 Niwaka Keiki no Tani) - 018. "The Value of Sincerity" (誠意の価値 Seii no Kachi) - 019. "I'll Do It for You Guys!" (あんた達のかわりに Anta-tachi no Kawari ni) | - 020. "The Terror of the Teacher" (師匠の恐怖 Shishō no Kyōfu) - 021. "The Brothers' Secret" (二人だけの秘密 Futari dake no Himitsu) |

| - 022. "The Masked Man" (仮面の男 Kamen no Otoko) - 023. "Knocking on Heaven's Door" (叩け 天国の扉 Tatake: Tengoku no Tobira) | - 024. "Fullmetal Alchemist" (鋼の錬金術師 Hagane no Renkinjutsushi) - 025. "Master and Apprentice" (師弟のけじめ Shitei no Kejime) |

| - 026. "To Meet the Master" (主の元へ Aruji no Moto e) - 027. "The Beasts of Dublith" (ダブリスの獣たち Daburisu no Kemono-tachi) - 028. "A Fool's Courage" (匹夫の勇 Hippu no Yū) | - 029. "The Eye of the King" (王の眼 Ō no Me) - Gaiden. "The Second Lieutenant Goes to Battle!" (戦う 少尉さん Tatakau: Shōi-san) |

| - 030. "The Truth Inside the Armor" (鎧の中 真理の奧 Yoroi no Naka: Shinri no Oku) - 031. "The Snake That Eats Its Own Tail" (己の尾を噛む蛇 Onore no O o Kamu Hebi) - 032. "Emissary From the East" (東方の使者 Tōhō no Shisha) | - 033. "Showdown in Rush Valley" (ラッシュバレーの攻防 Rasshu Barē no Kōbō) - Gaiden. "Fullmetal Alchemist and the Broken Angel" (鋼の錬金術師 翔べない天使 Hagane no Renkinjutsushi: Tobenai Tenshi) |

| - 034. "The Footsteps of a War Comrade" (戦友の足跡 Sen'yū no Sokuseki) - 035. "The Sacrificial Lamb" (生け贄の羊 Ikenie no Hitsuji) | - 036. "Alchemist in Distress" (苦渋の錬金術師 Kujū no Renkinjutsushi) - 037. "The Body of a Criminal" (咎人の肉体 Toganin no Nikutai) |

| - 038. "Signal to Strike" (反撃ののろし Hangeki no Noroshi) - 039. "Complications at Central" (錯綜のセントラル Sakusō no Sentoraru) | - 040. "Philosopher from the West" (西の賢者 Nishi no Kenja) - 041. "On the Palm of an Arrogant Human Being" (小さな人間の傲慢な掌 Chiisa na Ningen no Gōman na Te) |

| - 042. "The Father Standing Before a Grave" (墓前の父 Bozen no Chichi) - 043. "River of Mud" (泥の河 Doro no Kawa) | - 044. "The Unnamed Grave" (名前の無い墓 Namae no Nai Haka) - 045. "Scar's Return" (傷の男再び Kizu no Otoko Futatabi) |

| - 046. "The Distant Image of Their Backs" (遠くの背中 Tōku no Senaka) - 047. "A Girl in the Grip of Battles Past and Present" (戦場の少女 Ikusaba no Shōjo) | - 048. "A Promise Made by Those Who Wait" (待ち人の約束 Machibito no Yakusoku) - 049. "A Monster Among Men" (人中の化け物 Jinchū no Bakemono) |

| - 050. "In the Belly of the Beast" (腹の中 Hara no Naka) - 051. "A Portal in the Darkness" (闇の扉 Yami no Tobira) | - 052. "Lord of the Demon's Lair" (魔窟の王 Makutsu no Ō) - 053. "Signpost of the Soul" (魂の道標 Tamashii no Dōhyō) |

| - 054. "The Fool's Struggle" (愚者の足掻き Gusha no Ashikaki) - 055. "The Avarice of Two" (二人の強欲 Futari no Gōyoku) - 056. "The Lion of the Round Table" (円卓の獅子 Entaku no Shishi) | - 057. "Scars of Ishbal" (イシュヴァールの傷 Ishuvāru no Kizu) - Gaiden. Short Story |

| - 058. "The Footsteps of Ruin" (破滅の足音 Hametsu no Ashioto) - 059. "The Immoral Alchemist" (背徳の錬金術師 Haitoku no Renkinjutsushi) | - 060. "In the Absence of God" (神の不在 Kami no Fuzai) - 061. "The Hero of Ishbal" (イシュヴァールの英雄 Ishuvāru no Eiyū) |

| - 062. "Beyond the Dream" (夢の先 Yume no Saki) - 063. "The Promise Made for 520 Cenz" (520センズの約束 520 Senzu no Yakusoku) | - 064. "The Northern Wall of Briggs" (ブリッグズの北壁 Burigguzu no Hokuheki) - 065. "The Ironclad Rule" (鉄の掟 Tetsu no Okite) |

| - 066. "The Snow Queen" (雪の女王 Yuki no Joō) - 067. "Burgeoning Borders" (この国のかたち Kono Kuni no Katachi) | - 068. "Portrait of a Family" (家族の肖像 Kazoku no Shōzō) - 069. "The Foundation of Briggs" (ブリッグズの礎 Brigguzu no Ishizue) |

| - 070. "The First Homunculus" (始まりのホムンクルス Hajimari no Homunkurusu) - 071. "In the Grip of the Red Lotus" (紅蓮の男 Guren no Otoko) | - 072. "A Chain of Negativity, a Pebble of Goodness" (負の連鎖 正の一石 Fu no Rensa, Sei no Isseki) - 073. "A Daydream" (白昼の夢 Hakuchū no Yume) |

| - 074. "The Dwarf in the Flask" (フラスコの中の小人 Homunkurusu) - 075. "The Last Days of Cselkcess" (クセルクセス最期の日 Kuserukusesu Saigo no Hi) - 076. "Shape of a Person, Shape of a Stone" (人の形 石の形 Hito no Katachi: Ishi no Katachi) | - 077. "The Tables Are Turned; A New Transmutation Circle" (逆転の錬成陣 Gyakuten no Renseijin) - 078. "The Seven Deadly Sins" (七つの罪 Nanatsu no Tsumi) |

| - 079. "Bite Of The Ant" (蟻のひと噛み Ari no Hito Kami) - 080. "The Prodigal Father Returns" (瞼の父 Mabuta no Chichi) - 081. "A Full Recovery" (バリバリの全開 Baribari no Zenkai) | - 082. "Family By Spirit" (魂の家族 Tamashii no Kazoku) - 083. "The Promised Day" (約束の日 Yakusoku no Hi) |

| - 084. "Shadow of the Pursuer" (追跡者の影 Tsuisekisha no Kage) - 085. "The Empty Box" (空の箱 Kara no Hako) | - 086. "Servant of Darkness" (闇の使者 Yami no Shisha) - 087. "An Oath Made in the Underground" (地下道の誓い Chikadō no Chikai) |

| - 088. "The Understanding Between Father and Son" (親子の情 Oyako no Jō) - 089. "Soldier's Return" (戦士の旗艦 Senshi no Kikan) | - 090. "Army of Immortals" (不死の軍団 Fushi no Gundan) - 091. "A Reunion of Alchemists" (賢者の再会 Kenja no Saikai) |

| - 092. "With Everyone's Strength" (皆の力 Minna no Chikara) - 093. "Archenemy" (不倶戴天の敵 Fugutaiten no Kataki) - 094. "The Flames of Vengeance" (復讐の炎 Fukushū no Honō) | - 095. "Beyond the Inferno" (烈火の先に Rekka no Saki ni) - Special Episode. "Fullmetal Alchemist, Wii: Prince of Dawn, Prologue" (暁の王子—Prologue Akatsuki no Ōji—Prologue) |

| - 096. "The Two Heroines" (二人の女傑 Futari no Joketsu) - 097. "The Two Philosophers" (二人の賢者 Futari no Kenja) - 098. "Infinite Greed" (底無しの強欲 Sokonashi no Gōyoku) | - 099. "Eternal Rest" (永遠の暇 Eien no Itoma) - Gaiden. "Daughter of the Dusk—Prologue" (黄昏の少女—Prologue Tasogare no Shōjo—Prologue) |

| - 100. "The Forbidden Door" (開かずの扉 Akazu no Tobira) - 101. "The Fifth Human Sacrifice" (5人目の人柱 Goninme no Hitobashira) | - 102. "Before the Door" (扉の前 Tobira no Mae) - 103. "For Whose Sake" (誰のため Dare no Tame) |

| - 104. "The Center of the World" (世界の中心 Sekai no Chūshin) - 105. "The Throne of God" (神の御座 Kami no Miza) | - 106. "The Abyss of Pride" (傲慢の深淵 Puraido no Shin'en) |

| - 107. "The Final Battle" (最後の戦い Saigo no Tatakai) - 108. "The Journey's End" (旅路の果て Tabiji no Hate) | - Gaiden. "Another Journey's End" (もうひとつの旅路の果て Mō Hitotsu no Tabiji no Hate) |